# Claudio Ruffini
Claudio Ruffini (Santa Margherita d’Adige, 1922. június 5. – Róma, 1981. július 15.) olasz színész és kaszkadőr.

## Élete és pályafutása
Leggyakrabban Bud Spencer és Terence Hill filmjeiben volt látható kisebb-nagyobb szerepekben. Kaszkadőrként és színészként sok filmben feltűnt, többnyire ellenfélként. Legemlékezetesebb szerepei Bugsy az …és megint dühbe jövünkből, valamint a Kincs, ami nincs kalózkapitánya, Kaldor. Gyakori vendég volt a korszak népszerű műfajában, a spagettiwesternben is. Utolsó szerepét 1981-ben forgatta, karrierje súlyos alkoholizmusa miatt megszakadt.

## Válogatott filmográfia

### Bud Spencer–Terence Hill-filmek
| Év   | Magyar cím                  | Eredeti cím                                                | Szerep                           | Magyar hang     |
| ---- | --------------------------- | ---------------------------------------------------------- | -------------------------------- | --------------- |
| 1972 | Vigyázat, vadnyugat!        | E poi lo chiamarono il magnifico                           | kocsmáros                        | Benkóczy Zoltán |
| 1972 | Vigyázat, vadnyugat!        | E poi lo chiamarono il magnifico                           | kocsmáros                        | Végh Ferenc     |
| 1972 | Az angyalok is esznek babot | Anche gli angeli mangiano fagioli                          | bíró a birkózáson                | Albert Péter    |
| 1973 | Piedone, a zsaru            | Piedone lo sbirro                                          | nagydarab amerikai matróz        |                 |
| 1974 | Piedone Hongkongban         | Piedone a Hong Kong                                        | nagydarab amerikai matróz        | Buss Gyula      |
| 1974 | Piedone Hongkongban         | Piedone a Hong Kong                                        | nagydarab amerikai matróz        | Kapácsy Miklós  |
| 1975 | Zsoldoskatona               | Il soldato di ventura                                      | szerencsejátékos                 |                 |
| 1977 | Charleston                  | Charleston                                                 | csatlós                          |                 |
| 1977 | Bűnvadászok                 | I due superpiedi quasi piatti                              | Fred embere                      | Reviczky Gábor  |
| 1978 | Piedone Afrikában           | Piedone l'africano                                         | verőember az éjjeli klubban      | Lázár Sándor    |
| 1978 | Akit Buldózernek hívtak     | Lo chiamavano Bulldozer                                    | Kempfer őrmester katonája        | Koroknay Géza   |
| 1978 | …és megint dühbe jövünk     | Pari e dispari                                             | Bugsy, a Görög embere            | Csurka László   |
| 1979 | Seriff az égből             | Uno sceriffo extraterrestre - poco extra e molto terrestre | katona                           |                 |
| 1980 | Szuperzsaru                 | Poliziotto superpiù                                        | Paradicsom embere                | Dózsa László    |
| 1981 | Kincs, ami nincs            | Chi trova un amico, trova un tesoro                        | Kaldor, a félszemű kalózkapitány | Gruber Hugó     |